# Duque de Medinaceli

Wapenschild

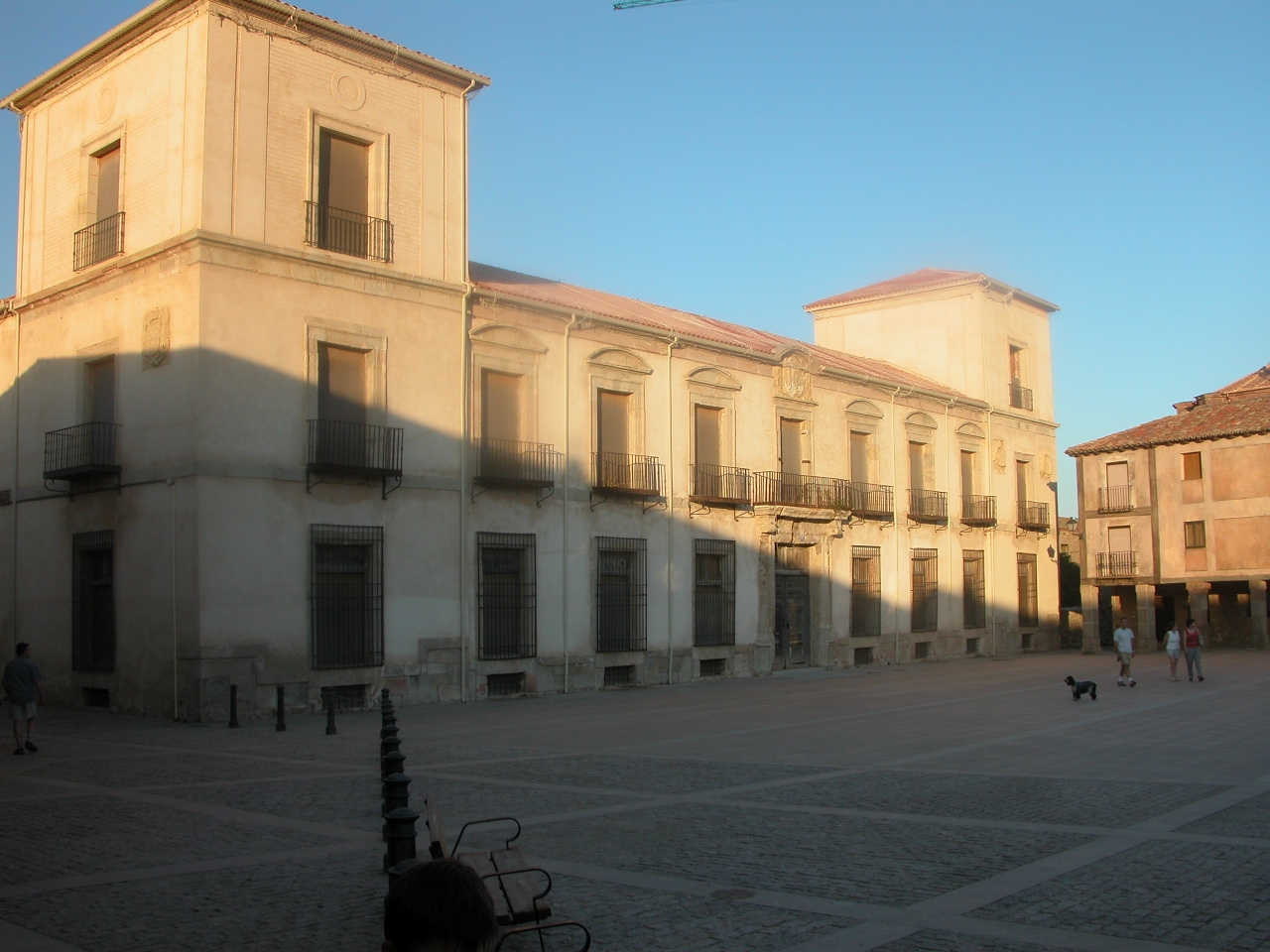
Hertogelijk paleis van Medinaceli

Duque de Medinaceli  (Nederlands: hertog van Medinaceli) is een sinds 1479 bestaande Spaanse adellijke titel.

## Geschiedenis
Op 31 oktober 1479 werd de titel van hertog van Medinaceli gecreëerd door Isabella I van Castilië voor Luis de la Cerda y de la Vega (ca. 1442-1501), die al de sinds 1368 bestaande titel van graaf van Medinaceli droeg, onder gelijktijdige verlening aan deze titel van Grandeza de España (G. de E.); de titel is vernoemd naar Medinaceli. De titel ging vervolgens over naar de  geslachten Fernández, De Córdoba en Zu Hohenlohe.
Sinds 27 januari 1959 was de titeldrager Victoria Eugenia Fernández de Córdoba y Fernández de Henestrosa (1917-2013), in 1980 stichter van de Fundación Casa Ducal de Medinaceli die het omvangrijke culturele erfgoed, zowel onroerend goed als kunstwerken van deze belangrijke Spaanse aristocratische familie beheert; zij was drager van meer dan 50 adellijke Spaanse titels waaronder ook andere met de titel van Grandeza de España. Na haar overlijden ging onder andere deze titel over naar haar kleinzoon Marco Prinz zu Hohenlohe-Langenburg (1962-2016), wiens moeder in 2012 was overleden.
De 20e en huidige titeldraagster is Victoria Prinzessin zu Hohenlohe-Langenburg (1997), dochter van de vorige; zij draagt 43 erkende Spaanse adellijke titels waarvan tien G. de E. en zij bezit in Spanje in persoon daarmee de meeste adellijke titels. Net als haar vader en overgrootmoeder voert zij deze titel als de belangrijkste.